# Jürgen Sager
Jürgen Sager (* 18. März 1777 in Bremen; † 13. April 1854 in Vegesack) war ein Bremer Schiffskapitän, Schiffbauer und Werftbesitzer.

## Biografie
Die Werft von Johann Jantzen (1738–1802) war die erste Seeschiffswerft in Vegesack, nur wenige hundert Meter von dem seit 1623 existierenden Vegesacker Hafen entfernt. Nach Johann Jantzens Tod übernahm sein Bruder Peter Jantzen (1745–1813) 1802 die Werft, die 1810 ihr letztes Schiff ablieferte. Danach herrschte für mehrere Jahre auf Grund der Kontinentalsperre und der Franzosenzeit keine Nachfrage nach großen Schiffsneubauten.
Nach Peter Jantzens Tod übertrug 1814 dessen Witwe Almata (1790–1820) geb. Tecklenborg die Werft ihrem Schwiegersohn Jürgen Sager, der seit 1803 mit ihrer Tochter Lucia (oder Lucke, 1784–1811) verheiratet war. Da er als Schiffskapitän das Schiffbauhandwerk nicht erlernt hatte, holte er sich mit seinem Schwager, dem Schiffbaumeister Gerhard Jantzen (1778–1842), der zuvor schon als Meisterknecht auf der Werft gearbeitet hatte, einen Fachmann an die Seite, mit dem er den Schiffbau wieder aufnehmen konnte. Sager gehörte 1827 bis 1830 dem Ortsvorstand und 1824 bis 1833 dem Kirchenvorstand an.
Nachfolger als Inhaber der Sager-Werft wurde 1841 sein Sohn Peter Sager. Der Grabstein der Familie Sager befindet sich hinter der Stadtkirche Vegesack an der Kirchheide.